# Unterwald

Bandeira do cantão de Unterwalden

Unterwald ou Untervaldo (em francês:  Unterwald -  em italiano:  Untervaldo - em alemão:  Unterwalden) é um cantão suíço constituído de dois semicantões: Obwald e Nidwald, traduzido do latim inter silvas ("entre as florestas"), é o antigo nome de um cantão florestal da Antiga Confederação Suíça na Suíça central, ao sul do Lago Lucerna, consistindo de dois vales ou Talschaften, agora dois cantões suíços separados (ou dois meio-cantões), Obwalden e Nidwalden.
O nome Unterwalden é registrado pela primeira vez em 1304, como a tradução do latim inter silvas, que juntamente com in intramontanis era o nome para as possessões do mosteiro na área. Em 1291, Rodolfo I da Alemanha comprou as propriedades em Stans, Alpnach e Giswil. A partir de 1304, os oficiais de justiça locais usaram seu próprio selo. Em 1309, Henrique VII confirmou o imediatismo imperial do território de Unterwalden como parte do bailiwick imperial de Waldstätte (mas não como uma entidade política por direito próprio). Acredita-se que a Carta Federal, datada internamente de 1291, tenha origem neste momento. No texto, Unterwalden figura como communitas hominum Intramontanorum Vallis Inferioris "comunidade dos homens entre as montanhas do Baixo Vale"; isto é geralmente traduzido como "a comunidade do Baixo Vale de Unterwalden" em traduções modernas, e interpretado como Nidwalden ou "Unterwalden propriamente dito". Unterwalden foi um dos três participantes da fundação da Antiga Confederação Suíça, nomeada no Pacto de Brunnen de 1315 com Uri e Schwyz.
A divisão de Unterwalden em dois territórios separados, Obwalden e Nidwalden, no período inicial é menos do que clara. Seu status como dois Talschaften independentes parece se desenvolver ao longo dos séculos 14 e 15, enquanto eles mantêm um único voto na Confederação.
A bandeira de Unterwalden nos séculos 14 e 15 foi dividida horizontalmente em partes iguais vermelho sobre branco, idêntico com a bandeira de Solothurn. Após a ascensão de Solothurn à Confederação em 1481, havia dois cantões com bandeiras idênticas, às vezes desambiguadas modificando o desenho da bandeira de Solothurn. Em 1600, Nidwalden era conhecido como Unterwalden propriamente dito ou Subsylvania, enquanto Obwalden era conhecido como "Unterwalden ob dem Wald", estritamente falando um oximoro, como se fosse Subsylvania super silva. A partir desta época, há também dois brasões separados para os dois meio-cantões, a bandeira vermelha e branca para Unterwalden propriamente dito ou Nidwalden, enquanto Obwalden tinha uma chave de prata em um campo vermelho.
Na década de 1640, esses dois desenhos foram recombinados em uma chave branca e vermelha em um campo vermelho e branco (per fess gules e argent, uma chave pálida com alas duplas contraalteradas) como o brasão de armas do cantão unido.
No início da Suíça Moderna, Unterwalden contava como um único estado em "relações exteriores" com os outros estados membros da Confederação Suíça, mas consistia em dois estados separados internamente, com governos, jurisdições e bandeiras separadas.
Martin Zeiller em 1642 relata Unterwalden como dividido em dois Talschaften separados cujos habitantes eram derivados de raças separadas, os de Obwalden dos "romanos", os de Nidwalden dos "Cimbri" (ou seja, alemães).
Unterwalden foi restaurado no Ato de Mediação (1803) com uma única constituição, mas com duas capitais separadas, Sarnen e Stans, e duas assembleias cantonais separadas com igual soberania.
Unterwalden foi um cantão da Confederação Suíça Restaurada de 1815, e foi listado como um cantão na constituição de 1848, como Unterwalden (ob und nid dem Wald). O nome de Unterwalden foi omitido na Constituição de 1999, com Obwalden und Nidwalden nomeados como dois cantões separados.